# بارك جيونج هوا
بارك جيونج هوا والمعروفة أيضًا بإسم جيونج هوا (بالكورية: 박정화)‏ هي مغنية وممثلة كورية جنوبية، ولدت يوم 8 مايو 1995 في مقاطعة غيونغي في كوريا الجنوبية. وهي عضوة في مجموعة الفتيات الكورية الجنوبية اكسايد. 

## روابط خارجية
- بارك جيونج هوا على موقع IMDb (الإنجليزية)
- بارك جيونج هوا على موقع ميوزك برينز (الإنجليزية)
- بارك جيونج هوا على موقع ديسكوغز (الإنجليزية)
- بارك جيونج هوا على موقع قاعدة بيانات الفيلم (الإنجليزية)